# Wydawnictwo Literackie
Wydawnictwo Literackie (WL; em português, Editora Literária) é uma editora de livros polonesa. Foi fundada em 1953 por Anna Zaremba-Michalska, Małgorzata Nycz e Vera Michalski-Hoffmann, com sede na cidade de Cracóvia, Polônia. Tornou-se reconhecida por distribuir obras de escritores que viriam a conquistar o Prêmio Nobel de Literatura: Orhan Pamuk, Wisława Szymborska, Czesław Miłosz e Nadine Gordimer. Atualmente, pertence ao Groupe Libella.